# Elopomorfs
Els elopomorfs (Elopomorpha) són un superordre de peixos actinopterigis.

## Taxonomia
Històricament aquest superordre estava dividit en els grups taxonòmics (ordres, subordres i famílies) següents:
- Ordre Albuliformes
  - Família Albulidae
- Ordre Anguilliformes
  - Subordre Anguilloidei
    - Família Anguillidae
    - Família Chlopsidae
    - Família Heterenchelyidae
    - Família Moringuidae
    - Família Muraenidae
    - Família Myrocongridae

  - Subordre Congroidei
    - Família Colocongridae
    - Família Congridae
    - Família Derichthyidae
    - Família Muraenesocidae
    - Família Nettastomatidae
    - Família Ophichthidae

  - Subordre Nemichthyoidei
    - Família Nemichthyidae
    - Família Serrivomeridae

  - Subordre Synaphobranchoidei
    - Família Synaphobranchidae
- Ordre Elopiformes
  - Família Elopidae
  - Família Megalopidae
- Ordre Notacanthiformes
  - Família Halosauridae
  - Família Notacanthidae
- Ordre Saccopharyngiformes
  - Família Cyematidae
  - Família Eurypharyngidae
  - Família Monognathidae
  - Família Saccopharyngidae

## Dades recents
Estudis de dades genètiques moleculars indiquen que els Notocanthiformes són part dels Albuliformes i que els Saccopharyngiformes són part dels Anguilliformes.